# 蛇柱

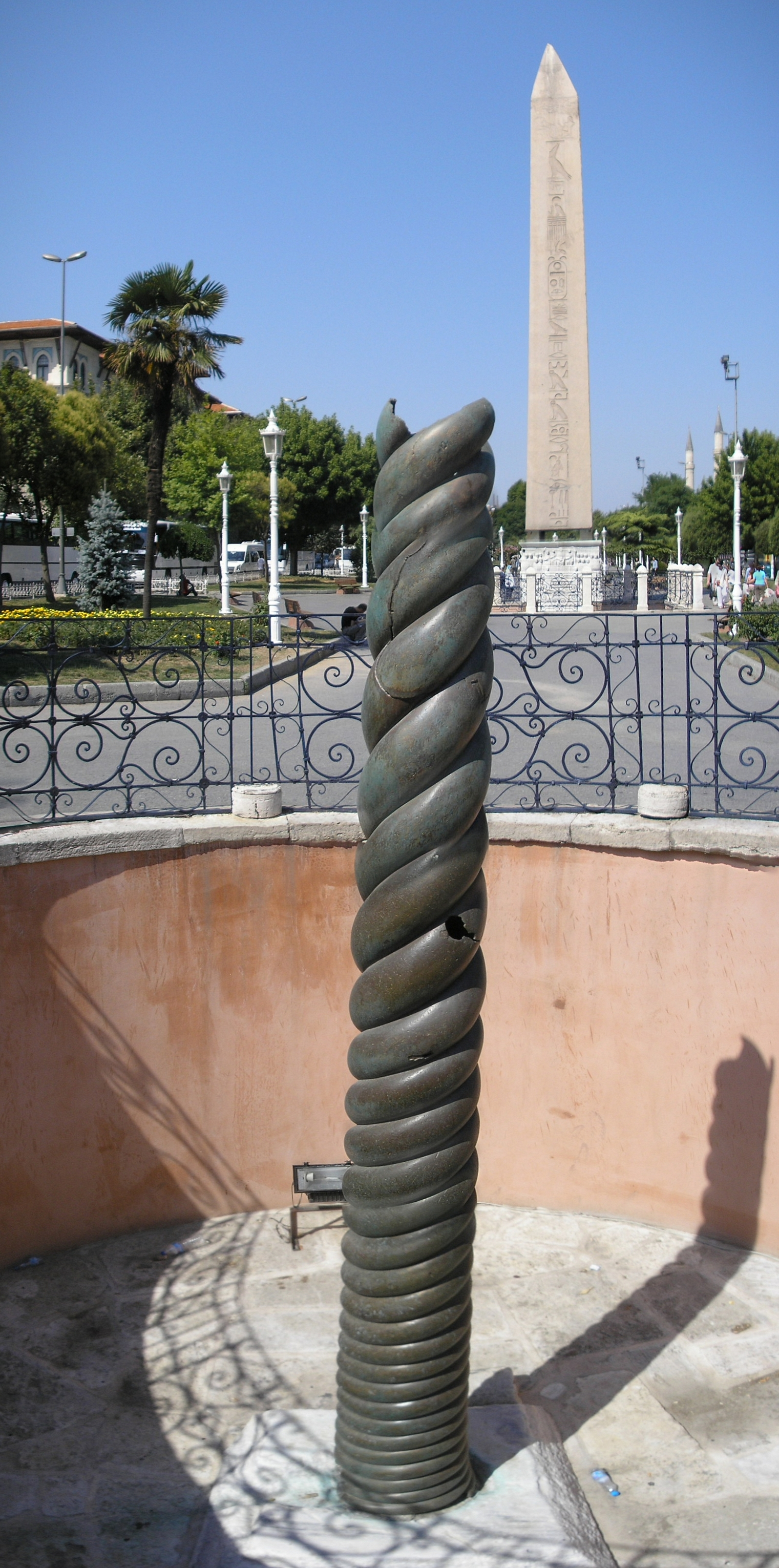
蛇柱。背景是图特摩斯三世方尖碑

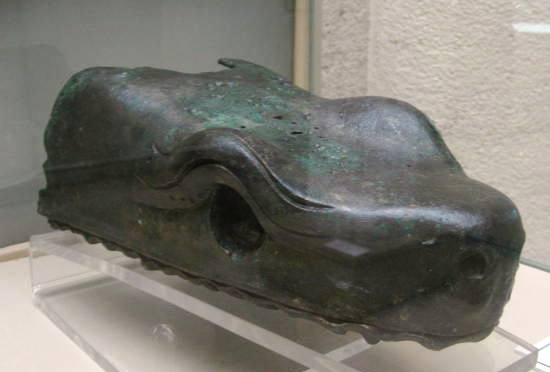
在伊斯坦布尔考古博物馆展出的蛇头

蛇柱（古希腊语: Τρικάρηνος Όφις, 土耳其语, Yılanlı Sütun）— 又称德尔斐三脚祭坛或普拉提亚三脚祭坛，是一根古代铜柱，位于土耳其伊斯坦布尔的君士坦丁堡赛马场。它是古希腊三脚祭坛的一部分，最初位于德尔斐的阿波罗神庙，在公元324年被君士坦丁大帝移往君士坦丁堡。在8米高的柱顶曾有3个蛇头，一直存在到17世纪末，其中一个蛇头的部分现在在附近的伊斯坦布尔考古博物馆展出。

## 历史

### 起源
在所有古希腊和古罗马幸存下来的物体中，蛇柱几乎拥有最悠久的文字历史 — 毫无疑问至少已有2487年。它连同原有的黄金三脚祭坛和金碗（都早已长期失踪），都是用戰利品所造，用来供奉德尔斐的阿波罗。祭祀在公元前478年的春天举行，距离希腊城邦联军在普拉提亚战役（前479年8月）中击败入侵希腊大陆的波斯军队仅有数月（见希波战争）。在古代文献中提到蛇柱的作家有希罗多德、修昔底德、狄摩西尼、西西里的狄奧多羅斯、旅行家保萨尼亚斯、科爾奈利烏斯·奈波斯和普鲁塔克。
君士坦丁大帝将蛇柱移往新首都君士坦丁堡，爱德华·吉本描述了此事，并引用了拜占庭帝国历史学家佐西姆斯、該撒利亞的優西比烏、苏格拉底，和索佐门的见证。

## 现状

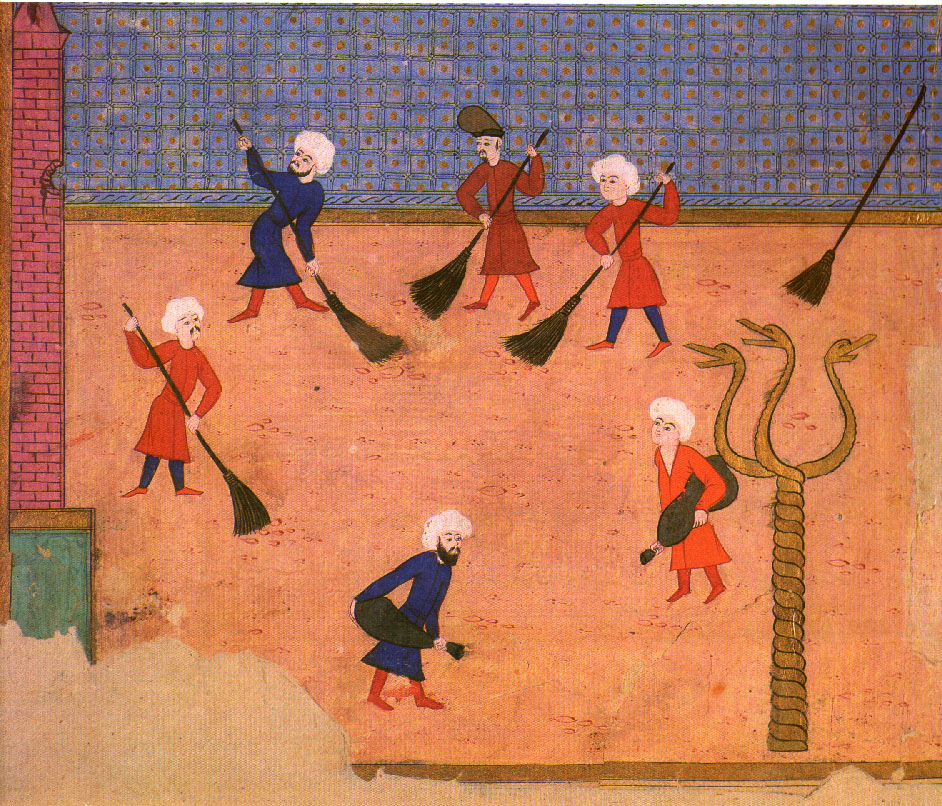
1582年，奥斯曼土耳其在赛马场举行庆典活动，三个蛇头还在蛇柱上

地理学家保萨尼亚斯告诉我们，大约一百年之后，福基斯人在涉及德尔斐神谕的宗教战争中，使用了这个金色三脚祭坛。后来，君士坦丁大帝将蛇柱移往君士坦丁堡，放置在君士坦丁堡赛马场的中央，今天依然矗立在那里。
在柱顶，是一个金碗，下面是三个蛇头。金碗在第四次十字军期间被毁或被盗。许多奥斯曼帝国绘画显示，在土耳其人征服君士坦丁堡之后的最初数十年，这些蛇头仍然存在 。
加利波利人Ahmed Bican在君士坦丁堡的陷落前后所写的一本著作中，描述了蛇柱，说它是中空的，有交织的三个蛇头，是被蛇咬伤市民的护身符。
在君士坦丁堡的陷落以后五十年到一百年间，有记录这三个蛇头中的一个下巴失踪。有一个传说，穆罕默德二世在作为征服者进入城市时，粉碎了它，但是这个故事肯定是杜撰的。  
后来，在17世纪末，三个蛇头都被摧毁。有传说是一个喝醉酒的波兰贵族将其撞倒，但是Silahdar Findiklili Mehmed Aga所写的Nusretname（“胜利之书”）只是简单地说，这些蛇头是在1700年10月20日晚上落下。蛇头的一部分得到复原，在伊斯坦布尔考古博物馆展出。